# Усть-Фыркал
Усть-Фырка́л (хак. Алтын чул - золотой ручей, кӧл пилтірі - устье озера) — аал в Ширинском районе Хакасии. Входит в Фыркальский сельсовет.

## География
Находится в 29 км к северо-западу от районного центра и железнодорожной станции Шира, на правом берегу реки Фыркалки, при её впадении в Белый Июс, в 2 км к северу от озера Фыркал. В 4 км к востоку от аала расположен центр сельсовета — село Фыркал. 

## История
Основан во второй половине XIX века. В 1860 году здесь была построена первая в округе церковь и основана церковно-приходская школа. Первоначальное название селения — Алтын-Чул («Золотой ручей»). После Октябрьской революции 1917 года образована Усть-Фыркальская волость с центром в аале.

## Население
| 2002 | 2010 |
| ---- | ---- |
| 63   | ↘34  |

Число хозяйств — 25, национальный состав: русские, хакасы (50 %) и др.

## Известные уроженцы
- Кобяков, Василий Андреевич (1906—1937) — хакасский писатель и поэт
- Топанов, Александр Михайлович (1903—1959) — хакасский поэт и драматург